# Heinrich Lentz
Heinrich Ernst Lentz (* 5. November 1737 in Oldenburg (Oldb); † 19. August 1823 ebenda) war ein deutscher Konsistorialrat in Diensten des Großherzogtums Oldenburg.

## Leben
Lentz war der vierte Sohn des Stadt- und Landphysikus Friedrich Lentz (1695–1758) und dessen zweiter Ehefrau Ida Catharina geb. von Stöcken. Nach dem Besuch des Alten Gymnasiums Oldenburg studierte er insgesamt vier Semester Jura an den Universität Göttingen. Im Anschluss erhielt er 1760 eine Stelle als Auditor beim dänischen Nationalregiment Oldenburg und wechselte 1767 in den zivilen Verwaltungsdienst. Zu diesem Zeitpunkt wurde er zum Konsistorialassessor ernannt und vertrat als Advocatus Piarum Causarum die rechtlichen Interessen und Angelegenheiten der Kirchen des Landes. 1776 wurde er zum Kanzleirat befördert.
In seiner Amtsposition war Lentz wesentlich an den Bemühungen der oldenburgischen Regierung beteiligt, das bislang von der Kirche getragene Armenwesen zu reformieren und als effizient organisierten und zentral gesteuerten Zweig in die Staatsverwaltung zu integrieren. Ab 1784 gehörte er der Kommission für die Einrichtung des Armenwesens an. Die Kommission erarbeitete einen detaillierten Organisationsentwurf, der die Grundlage für die von Herzog Peter I. am 1. August 1786 in Kraft gesetzte Armenordnung bildete. Am gleichen Tag wurde Lentz Mitglied des neuen Generaldirektoriums für das Armenwesen, das als staatliche Zentralbehörde das gesamte Armenwesen des Herzogtums überwachte und lenkte. 1792 wurde er zum Konsistorialrat ernannt und übernahm von 1795 bis 1810 zusätzlich zu seinen Amtspflichten auch noch die Herausgabe des oldenburgischen Staatskalenders. Ob Lentz während der Oldenburgischen Franzosenzeit im Land verblieb oder Peter I. in sein russisches Exil begleitete, ist nicht bekannt. Nach der Rückkehr des Herzogs wurde er jedenfalls im Dezember 1813 Vorsitzender des Generaldirektoriums und gleichzeitig Mitglied einer provisorischen Regierungskommission, die nach dem Ende der französischen Okkupation als vorläufige zentrale Regierungsbehörde fungierte und die Neuregelung der Verwaltung einleitete. Im September 1814 wurde Lentz Mitglied des Regierungskollegiums. Dieses Amt hatte er über sein 50-jähriges Dienstjubiläum im Jahr 1817 hinaus bis zu seinem Tod inne.

## Familie
Lentz heiratete am 27. September 1768 Christiane Henriette geb. Keller (1750–1803) verheiratet, die Tochter eines Majors. Der Ehe entstammten sechs Töchter und vier Söhne, darunter Friedrich Uffo Dietrich (1769–1854), der später ebenfalls oldenburgischer Kanzleidirektor und Staatsrat wurde. Die Tochter Charlotte Friederike Ernestine heiratete 1797 den evangelischen Pastor Gerhard Steinfeld.